# Sverre Magnus von Norwegen

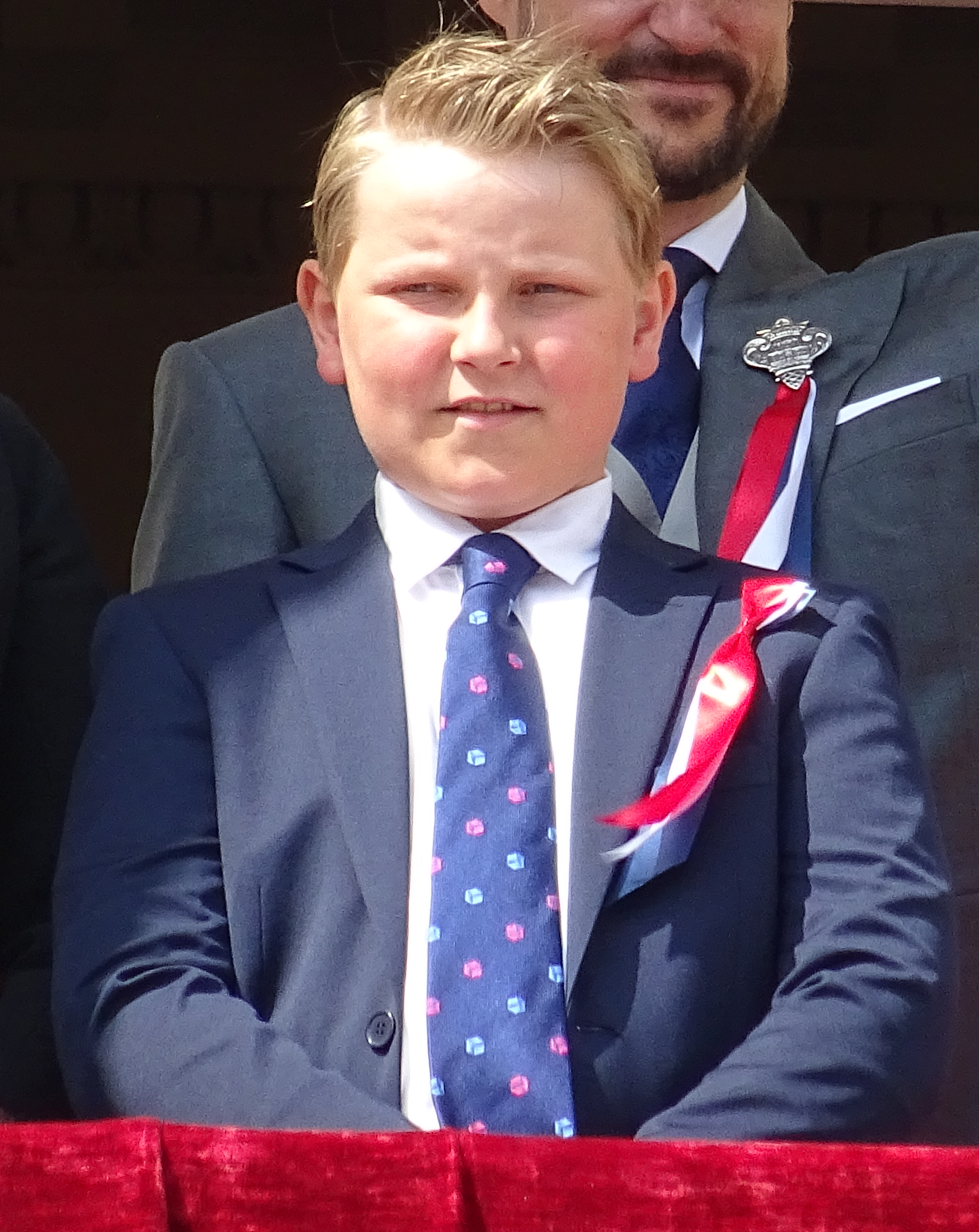
Sverre Magnus von Norwegen (2018)

Sverre Magnus, Prinz von Norwegen, vollständiger Name Sverre Magnus von Norwegen (* 3. Dezember 2005 in Oslo) ist das jüngere Kind von Kronprinz Haakon und Kronprinzessin Mette-Marit. Er steht nach seinem Vater und seiner älteren Schwester, Prinzessin Ingrid Alexandra, an dritter Stelle in der norwegischen Thronfolge.

## Leben
Sverre Magnus wurde am 3. Dezember 2005 im Rikshospitalet in Oslo geboren, wo ein Jahr zuvor auch seine Schwester Prinzessin Ingrid Alexandra zur Welt kam. Er hat ferner einen Halbbruder, Marius Borg Høiby (* 13. Januar 1997), aus einer vorherigen Beziehung von Mette-Marit. Sverre Magnus wurde am 4. März 2006 von Bischof Ole Christian Kvarme in der Kapelle des Königlichen Palastes in Oslo getauft. Seine Paten sind Königin Sonja von Norwegen, Königin Máxima der Niederlande, Kronprinz Paul von Griechenland, Prinzessin Rosario von Bulgarien, Espen Høiby, Bjørn Stensland und Marianne Gjellestad.
Ab dem 18. August 2011 besuchte Sverre Magnus die Jansløkka-Grundschule, die auch von seiner Schwester und seinem Halbbruder besucht wurde.  Am 17. Juni 2014 teilte das norwegische Königshaus der Öffentlichkeit mit, dass Sverre Magnus mit Beginn des Schuljahres 2014/15 auf die private Montessori-Schule in Oslo wechseln würde. 
Am 11. Mai 2017 dabte Sverre Magnus auf dem 80. Geburtstag von Sonja von Norwegen und Harald V. auf dem Balkon vom Königlichen Schloss Oslo. Die Aktion sorgte für viel mediales Aufsehen.
Seit Herbst 2021 besucht Sverre Magnus das Gymnasium Elvebakken in Oslo in der Fachrichtung Informationstechnologie und Medienproduktion (IM).

## Verfassungsmäßiger Status
Die norwegische Verfassung wurde 1990 geändert, um die absolute Primogenitur einzuführen. Dadurch wird festgelegt, dass die Krone unabhängig vom Geschlecht auf das älteste Kind übergeht. Zuvor ging diese an den erstgeborenen Sohn, wodurch Kronprinz Haakon vor seiner älteren Schwester Prinzessin Märtha Louise rangiert. Die Änderung gilt zum ersten Mal für die Kinder des Kronprinzenpaares Haakon und Mette-Marit. Für Sverre Magnus bedeutet die Änderung der Verfassung, dass er Mitglied der königlichen Familie ist, jedoch nicht des Königshauses, welches nur aus seinen Großeltern, Eltern und seiner Schwester Ingrid Alexandra besteht.

## Auszeichnungen und Nominierungen

Silberne Jubiläumsmedaille Haralds V.[9]

## Titel und Prädikat
Sverre Magnus trägt auf Norwegisch den Titel Prins Sverre Magnus. Auf Englisch wird er als His Highness Prince Sverre Magnus adressiert. Der Titel Kongelige Høyhet / Royal Highness ist seiner älteren Schwester Ingrid Alexandra vorbehalten.